# Hungerberg (Marienmünster)
Der Hungerberg ist ein 324,1 m ü. NHN hoher Berg im Weserbergland im Stadtgebiet von Marienmünster. Auf seinem Gipfel stehen eine Kapelle und ein Aussichtsturm.

## Geographische Lage
Der Hungerberg liegt etwa einen Kilometer nördlich von Vörden, einem Ortsteil von Marienmünster im nordrhein-westfälischen Kreis Höxter. Am nördlichen Fuß des Berges verläuft die Bundesstraße 239, am südöstlichen Fuß liegt ein Feriendorf.

## Name und Frühgeschichte
Die Herkunft des Namens Hungerberg ist nicht geklärt: Der Begriff „Hunger“ im Sinne von essen-brauchend war damals in der Region wohl nicht gebräuchlich. Für diese Bedeutung hätte es Schmachtberg heißen müssen. Denkbar ist wohl eine Bezeichnung nach den Ungarn, die ihr Lager auf dem Berg aufschlugen. Aber ob die Bezeichnung daher stammt, ist ebenfalls nicht klar.
Über die Frühgeschichte des Hungerbergs ist nur wenig bekannt. Der Fund einer Feuersteinklinge unter einer Wurzel nahe der Hungerbergkapelle zeigt jedoch, dass Menschen den Ort schon vor Jahrtausenden besuchten. Ob der Hungerberg in vorchristlicher Zeit, ähnlich wie andere Bergkuppen, als Fliehburg oder als religiöse Versammlungsstätte diente, ist archäologisch noch nicht nachgewiesen.

## Einrichtungen auf dem Berg

### Heiligenhäuschen
1779 bauten die Vördener Bürger Johannes und Anna-Maria Masolle auf dem Hungerberg ein kleines Kapellchen, das auch als Heiligenhäuschen bezeichnet wurde. Es stand am Ende einer Reihe aus sieben hölzernen Bildstöcken, an denen man des Leidensweges Christi in Jerusalem gedachte. Seit mindestens diesem Jahr findet immer an Peter und Paul die Prozession zum Gipfel des Hungerbergs statt, bei der das Heiligenhäuschen seit 1779 zum Aussetzen der konsekrierten Gaben diente.

### Optischer Telegraf
Seit 1833 stand auf dem Hungerberg das Dienstgebäude des preußischen Telegrafen Nr. 30. Dieser Telegraf war Teil der preußischen, optischen Telegrafenlinie Berlin–Koblenz. Die Telegrafenstation bestand aus einem Wohngebäude, das vom Obertelegrafisten und vom Untertelegrafisten mit ihren Familien bewohnt wurde. Es hatte einen Turm mit 2 Etagen, in denen sich das obere und das untere Dienstzimmer befanden. Eine Pumpe oder einen Schachtbrunnen gab es nicht; vermutlich wurde Regenwasser oder bei Trockenheit Wasser entweder von unterhalb des alten Sportplatzes am Fuße des Berges oder von der kleinen Quelle an der Nordflanke des Berges geholt.

### Hungerbergkapelle
Nachdem der Telegrafenbetrieb eingestellt worden war, wurde das Stationsgebäude zum Abriss versteigert. Das Grundstück selbst ging an die Gemeinde Vörden. Auf den Grundmauern des Dienstgebäudes wurde 1851 die Hungerbergkapelle errichtet, die 1852 eingeweiht wurde und die die schmerzhafte Mutter als Patronat hat. Heute zeigt sich das Denkmal als neugotischer Ziegelsteinbau mit Strebepfeilern. Ihr Pyramidendach besitzt einen Glockenturmaufsatz und ist mit Sandsteinplatten gedeckt. Ein zweiflügliges Eisengitter steht am spitzbogigen Eingang. Die Innenraumausstattung ist barocker Natur. Sie umfasst u. a. zwei seitenaltar-ähnliche Holzeinbauten mit zum Hochaltar passender Farbfassung, Gemälde mit Halbfigur des hl. Kilian in Medaillonrahmung und ein Holzrelief, farbig gefasst, mit ganzfiguriger Darstellung der Heiligen Petrus und Paulus. Etwa 1 km von der Kapelle entfernt beginnt der Aufstieg zum Berg, an dem sich die 14 Stationen des 1857 angelegten Hungerbergkreuzwegs erstrecken.

### Hungerbergturm
Auf dem Berg befindet sich zudem in unmittelbarer Nähe der Kapelle der Hungerbergturm, ein 2008 errichteter, hölzerner Aussichts- und Museumsturm mit 21 Meter hoch liegender Aussichtsplattform. In früherer Zeit bereits hat es unterhalb der Kapelle eine mittlerweile verschwundene Aussichtsplattform mit Blick in die Vördener Feldmark und die Steinheimer Börde gegeben. Zugleich soll der ohne Mast 25 Meter hohe Turm mit seinen Schautafeln und mit dem auf ihm angebrachten, symbolischen Signalmast in Stellung „H“ für Hungerberg die Erinnerung an die Telegrafenstation wachhalten. Schon im Jahr 1943 konnte der damalige Bürgermeister Elsing keine Auskunft mehr zu einer Station auf dem Berg geben. Das Stadtarchiv besitze dazu keinerlei Unterlagen.